# Vladimir Chimkevitch
Vladimir Mikhaïlovitch Chimkevitch (en russe : Владимир Михайлович Шимкевич ; nom d'origine polonaise : Szymkiewicz) est un zoologiste russe, né le 9 août 1858 à Karatchev et mort le 23 février 1923 à Petrograd.

## Carrière
Il poursuit ses études secondaires au prestigieux lycée n°4 de Moscou. Après ses études à l’université impériale de Moscou en 1881, il devient professeur au cabinet de zootechnie de Saint-Pétersbourg en 1886 à l’invitation de son directeur, Nikolaï Wagner (1829-1907), qu’il remplace trois ans plus tard. Il occupe cette fonction pendant trente-sept ans. Le 6 novembre 1920, il devient membre de l’Académie des sciences de Russie.
Ce défenseur des thèses de Charles Darwin (1809-1882) fait paraître un grand nombre de publications scientifiques et vulgarisatrices. Il est recteur de l'université de Pétrograd en 1919-1922 pendant la période troublée de la guerre civile russe et juste avant l'épuration des intellectuels de 1922. Il meurt quelques mois plus tard.